# Maria Rodziewiczówna

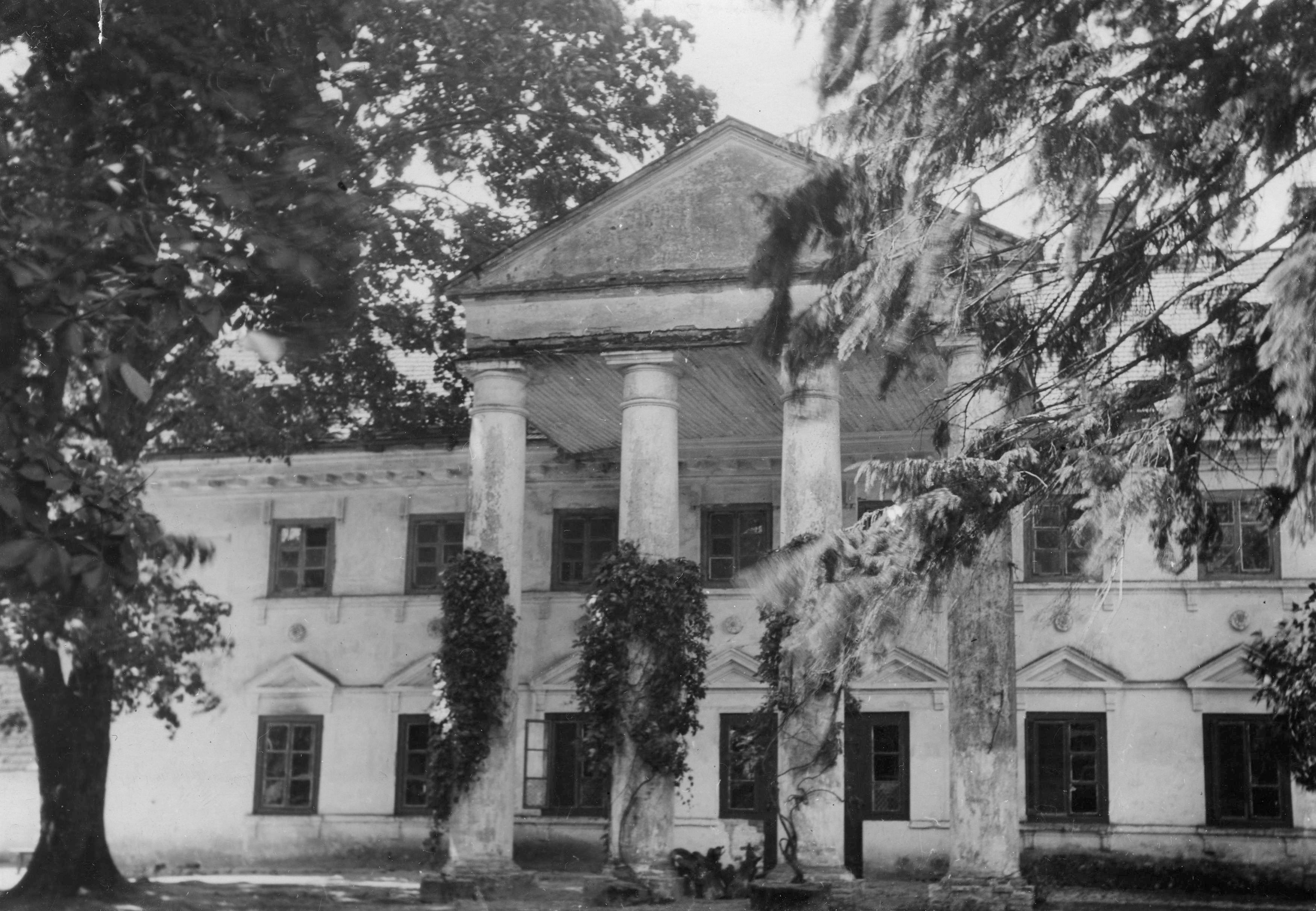
Dwór w Hruszowej

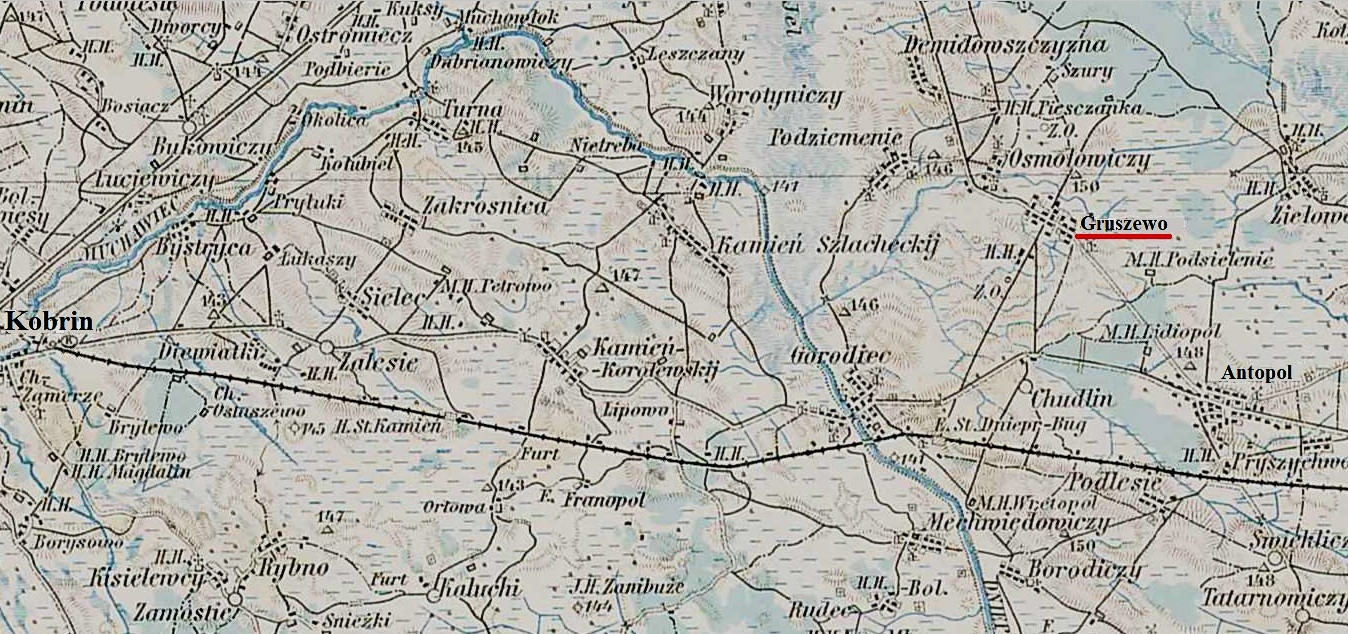
Kobryń, Antopol, Horodec, Hruszowa (Gruszewo) na mapie (1910)

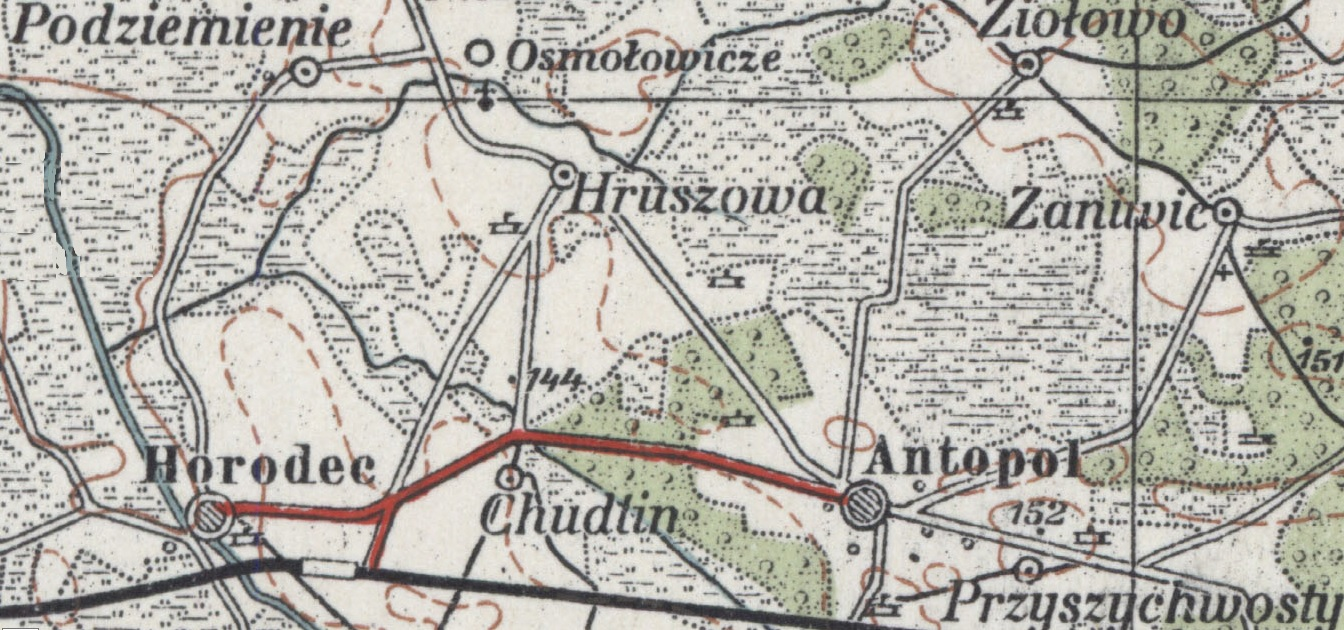
Hruszowa, na mapie (1927)

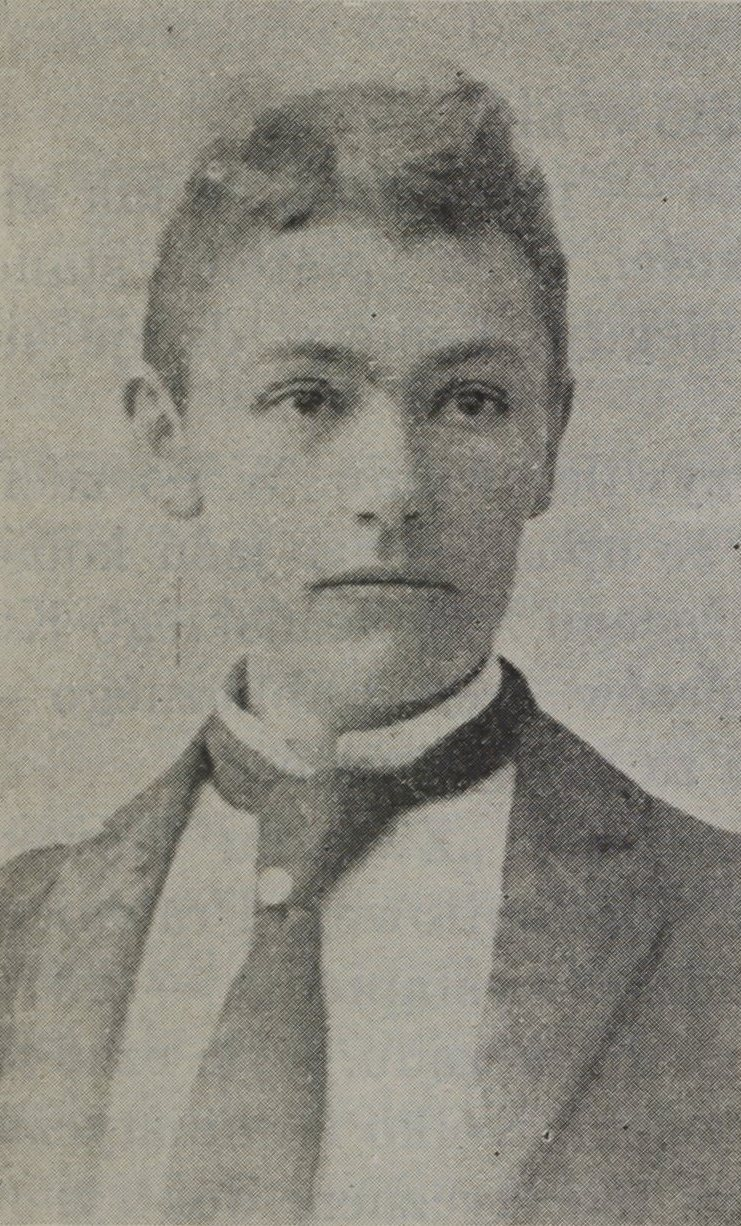
Helena Weychert

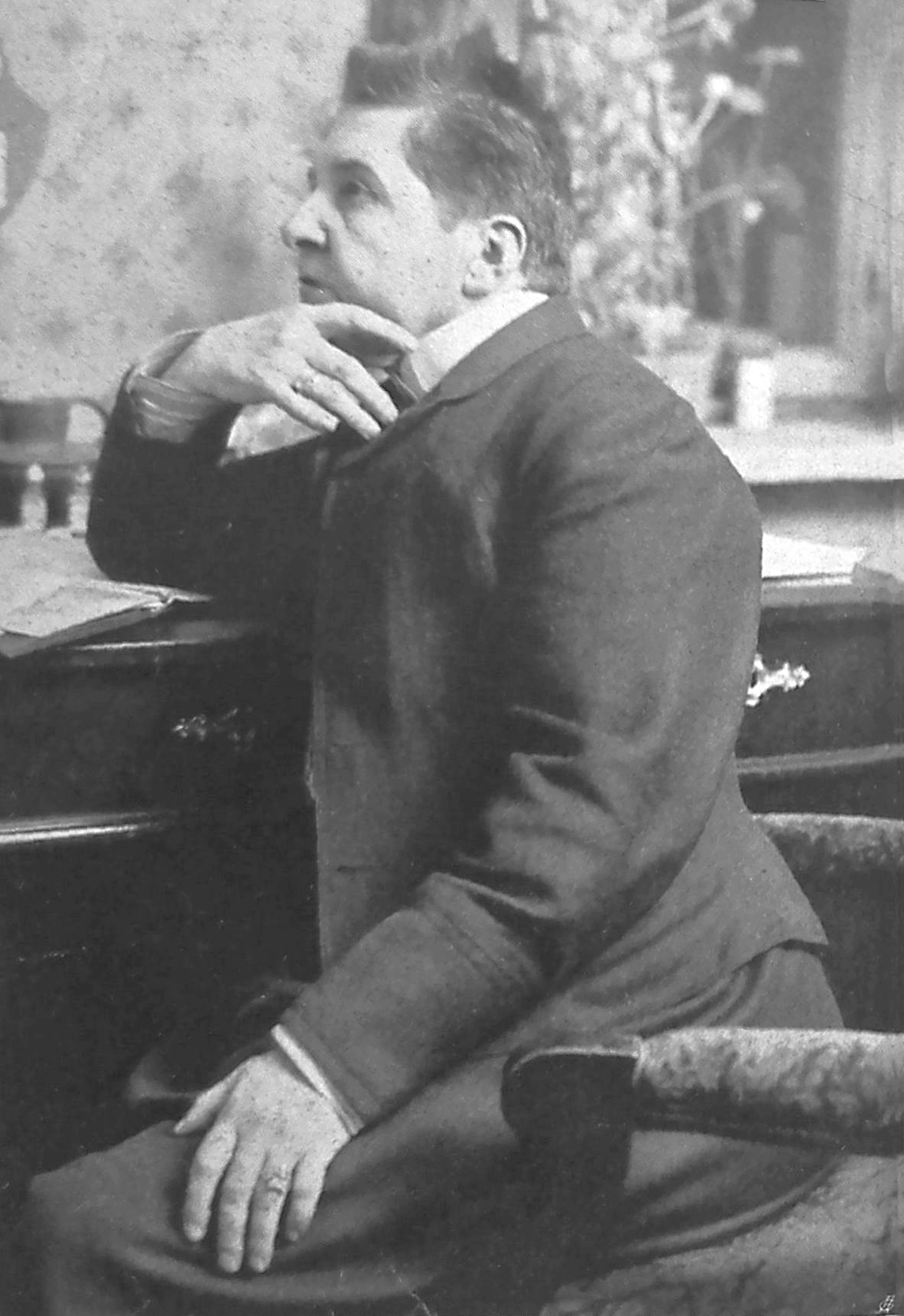
Maria Rodziewiczówna (1911)

Maria Rodziewiczówna, ps. Žmogus, Mario, Weryho (ur. 2 lutego 1864 we wsi Pieniuha na Grodzieńszczyźnie, zm. 6 listopada 1944 w folwarku Leonów k. Skierniewic) – polska pisarka, członkini Warszawskiego Towarzystwa Teozoficznego i Warszawskiego Stowarzyszenia Ziemianek. 

## Życiorys

### Dzieciństwo i młodość
Pochodziła z rodziny ziemiańskiej. Była córką Henryka Rodziewicza h. Łuk i Amelii z Kurzenieckich. Rodzice Marii za pomoc udzieloną powstańcom styczniowym (przechowywanie broni) zostali skazani na konfiskatę rodzinnego majątku Pieniuha w Wołkowyskiem i zesłanie na Syberię. Matce będącej wówczas w ciąży z Marią, zezwolono na urodzenie dziecka i późniejszy o kilka miesięcy wyjazd opłaconym przez nią powozem. Dzieci Rodziewiczów podczas pobytu rodziców na zesłaniu zostały oddane pod opiekę różnym krewnym. Marią zaopiekowali się początkowo dziadkowie Kurzenieccy w majątku Zamosze koło Janowa, a po ich niedługiej śmierci zajęła się nią przyjaciółka i daleka krewna matki – Maria Skirmunttowa (w Korzeniowie na Pińszczyźnie).
W 1871 w wyniku amnestii wrócili z zesłania rodzice Marii. Mogli wówczas osiąść tylko poza obrębem ziem zwanych przez Rosjan „zabranymi”, czyli nie na terenie Grodzieńszczyzny, gdzie Rodziewiczowie mieli krewnych. Osiedlili się w Warszawie, gdzie znajdowali się w bardzo ciężkiej sytuacji materialnej (ojciec pracował jako rządca kamienicy, matka przez pewien czas w fabryce papierosów). Sytuacja rodziny poprawiła się nieco, kiedy daleki krewny Ksawery Pusłowski uczynił ojca Marii administratorem swoich nieruchomości. Prawdziwa poprawa nastąpiła jednak w 1875, gdy Henryk Rodziewicz odziedziczył po swym bezdzietnym bracie Teodorze majątek Hruszowa na Polesiu (1533 ha). Nie był to majątek należący od dawna do rodziny (pradziadek Rodziewiczówny kupił go od Suworowa).
Już w czasie pobytu w Warszawie Rodziewiczówna zaczęła uczęszczać na pensję pani Kuczyńskiej. W końcu 1876 dzięki poprawie sytuacji materialnej rodziny została umieszczona na pensji w Jazłowcu u sióstr niepokalanek, gdzie przełożoną była Marcelina Darowska (beatyfikowana przez Jana Pawła II), zwana przez Marię „Mateczką”. Tam przebywała do ferii 1879, kiedy z powodu choroby ojca i braku pieniędzy na dalsze kształcenie musiała wrócić do rodziny (ukończyła naukę na piątej lub szóstej klasie). Pobyt na pensji w Jazłowcu, gdzie dziewczęta w religijnej, ale i patriotycznej atmosferze przygotowywano przede wszystkim do przyszłej roli żony i matki, wywarł duży wpływ na Rodziewiczównę. Tutaj miały także powstać jej pierwsze utwory (najprawdopodobniej Kwiat lotosu).

### Zarząd majątkiem Hruszowa
W 1881 umarł ojciec Rodziewiczówny. Po jego śmierci zaczęła stopniowo przejmować kontrolę nad majątkiem Hruszowa aż do 1887, gdy przejęła go formalnie (wraz z obciążeniem w postaci długów ojca i stryja, a także koniecznością spłaty rodzeństwa). Obcięła krótko włosy (za zezwoleniem matki) i w krótkiej spódnicy i „męskim” żakiecie zajęła się zarządzaniem Hruszową, która nie przynosiła jednak większych dochodów (przy dużym areale na ziemię uprawną przypadała najwyżej jedna trzecia).
W 1882 Maria Rodziewiczówna zadebiutowała drukując pod pseudonimem Mario w 3 i 4 numerze „Dziennika Anonsowego” dwie nowelki – Gamę uczuć i Z dzienniczka reportera. Pod tym samym pseudonimem opublikowała w 1884 w redagowanym przez Marię Konopnicką „Świcie” nieco obszerniejsze opowiadanie Jazon Bobrowski, a w 1885 humoreskę Farsa panny Heni. Debiutem powieściowym Rodziewiczówny był Straszny dziadunio, którym zwyciężyła w 1886 w konkursie ogłoszonym przez „Świt”, gdzie powieść tę opublikowano w odcinkach.
Stosunki dworu z miejscowymi prawosławnymi chłopami białoruskimi układały się różnie. W 1890 za „czynne zelżenie” (pobicie) pastucha z Antopola groziły pisarce nawet dwa tygodnie aresztu (sprawę ostatecznie załatwiono polubownie wypłaceniem powodowi nawiązki w wysokości pięciu rubli). W grudniu 1900 podpalono jej zabudowania jednego z folwarków (spalenie stodoły, młocarni i obory z pięćdziesięcioma sztukami bydła). Dwór w Hruszowej promieniował jednak na okolicę ogólnym szerzeniem kultury, a okoliczni chłopi znajdowali tutaj pomoc medyczną. W 1937 z okazji 50-lecia władania Hruszową (i 50-lecia pracy literackiej) miejscowi chłopi podarowali Rodziewiczównie album z dedykacją: Sprawiedliwej Pani i Matce za 50 lat wspólnej pracy, kupili dzwony do jej kaplicy i za darmo zwieźli cegłę na budowany przez Rodziewiczównę w Antopolu kościół katolicki.
Po śmierci babki, matki i siostry w połowie lat 90. XIX wieku pisarka przez jakiś czas mieszkała w Hruszowej sama. Nigdy nie wyszła za mąż i żyła w związkach z kobietami, uważanych przez współczesnych za quasi-małżeńskie. Nosiła się częściowo po męsku, z krótką fryzurą, jednak na ogół zakładała spódnice i podkreślała panieństwo używaną przez siebie formą nazwiska (Rodziewiczówna). Ocenia się, że Rodziewiczówna była osobą nieheteronormatywną, lecz brak jest źródeł pozwalających na przypisanie jej określonej tożsamości płciowej i natury jej związków z kobietami, których sama nie deklarowała. Partnerką życiową Rodziewiczówny była Helena Weychert (ur. 1857), poznana w Stowarzyszeniu Ziemianek, która po ślubie brata Henryka Weycherta w 1895 wyjechała z Szystowic i zamieszkała w dworze w Hruszowej. Weychert wprowadziła zmiany w prowadzeniu gospodarstwa (takie jak płodozmian czy uruchomienie gorzelni), które poprawiły przychody. Po kilku latach Weychert przeprowadziła się do Warszawy, kupując razem z Rodziewiczówną mieszkanie na Brackiej i posiadłość koło Falenicy. W Warszawie Weychert współtworzyła organizację feministyczną (1907).
W 1919 miejsce Heleny Weychert zajęła w Hruszowej daleka kuzynka pisarki – Jadwiga Skirmunttówna, o 11 lat młodsza. Jadwiga zajmowała się „domem i gospodarstwem kobiecym”, a Maria „sobie zostawiła interesy i męską część gospodarstwa”. Relacja ta była określana przez Skirmunttównę we wspomnieniach niemieckim słowem Wahlverwandtschaft, oznaczającym „powinowactwo duchowe”/„powinowactwo z wyboru”.
Czas do I wojny światowej pisarka spędzała zasadniczo w swym majątku w towarzystwie Jadwigi Skirmunttówny bądź Heleny Weychert. Jedynie zimą wyjeżdżała na 2–3 miesiące do Warszawy. Odbyła też kilka podróży zagranicznych: do Rzymu (za 500 rubli uzyskanych jako nagrodę za Dewajtis), 2–3-krotnie do południowej Francji (Riwiera), przynajmniej raz do Monachium, do Szwecji i Norwegii.
W 1905 rozpoczęła aktywną działalność społeczną (napięcia społeczne, obraz robotniczej nędzy miał wywrzeć na niej ogromne wrażenie). W 1906 założyła tajne stowarzyszenie kobiece Unia. Przyczyniła się też do założenia w Warszawie sklepu spożywczego i sklepu zajmującego się sprzedażą wyrobów ludowych, a także świetlicy na terenie powiatu kobryńskiego.

### I wojna światowa
Wybuch I wojny światowej zastał Rodziewiczównę w Warszawie. Wzięła udział w organizacji szpitala wojskowego, pomagała także w organizowaniu tanich kuchni dla inteligencji i bratniej pomocy akademickiej. W 1915 wróciła na pewien czas do Hruszowej, podejmując tam opiekę nad uciekinierami, których usiłowała zatrzymać. Podczas wojny została w trakcie napadu rabunkowego postrzelona przez złodziei, po czym pozostała jej blizna na twarzy.

### Okres międzywojenny
W latach 1919–1920 inicjowała szereg poczynań społecznych w okolicy Hruszowej - założenie kółka rolniczego, budowę łaźni parowej, odbudowę chederu w Antopolu. W czasie wojny polsko-bolszewickiej znalazła się w Warszawie, gdzie pełniła obowiązki sekretarki w Komitecie Głównym PCK oraz została mianowana komendantką Kobiecego Komitetu Ochotniczej Odsieczy Lwowa na miasto Warszawa. Za działalność na tym polu została odznaczona Odznaką Honorową „Orląt”, do której dołączony był dyplom podpisany przez gen. Tadeusza Rozwadowskiego. Po zakończeniu działań wojennych wróciła do Hruszowej. Po latach dyplom ten Rodziewiczówna uważała za najważniejszą pamiątkę swej działalności.
W okresie międzywojennym próbowała nadal prowadzić działalność oświatową i społeczną (m.in. zorganizowała Dom Polski w Antopolu, sfinansowała również budowę piętra w kobryńskim Gimnazjum Państwowym własnego imienia). Polityka rządowa na Kresach budziła jednak jej dezaprobatę. Utrzymanie polskości na tych ziemiach wiązała ideowo z rolą wielkiej własności ziemskiej i Kościoła. Władze zażądały od niej tymczasem oddania części majątku (150 ha) na potrzeby osadnictwa, do czego doszły jeszcze osobiste zatargi ze starostą z Kobrynia. Stała się protektorką i współzałożycielką Związku Szlachty Zagrodowej.
Rodziewiczówna prezentowała postawę konserwatywną, narodową, patriotyczną w oparciu o tradycyjne ziemiaństwo i wiarę katolicką. W domu urządziła kaplicę. Miała wytworzony z doświadczeń własnych i z obserwacji otoczenia, krytyczny stosunek do Żydów, których uważała za wyzyskiwaczy (lichwa), w znacznym stopniu przyczyniających się do nędzy poleskiej wsi i kłopotów finansowych kresowych ziemian. Znalazło to niejednokrotnie odbicie w jej utworach, gdzie występuje postać złego Żyda, w niektórych daje jednak przykłady postaci pozytywnych, życzliwych i w kłopotach pomocnych Polakom (np. Jaskółczym szlakiem).
W 1937 została zaproszona do władz Obozu Zjednoczenia Narodowego. Zaproszenie przyjęła, ale w 1938, protestując przeciw poczynaniom rady naczelnej OZN, z organizacji tej wystąpiła.

### II wojna światowa

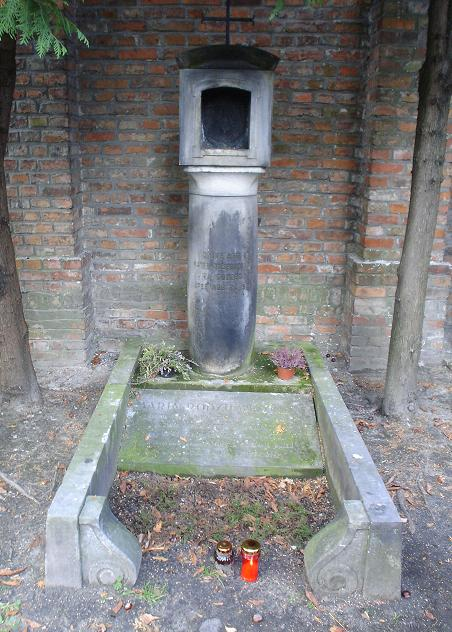
Grób Marii Rodziewiczówny na cmentarzu Powązkowskim w Warszawie

Wybuch II wojny światowej zastał ją w Hruszowej. Została z niej wysiedlona w październiku 1939 (majątek, po zajęciu tych terenów przez Armię Czerwoną, przejął komitet miejscowej ludności). Na podstawie fałszywych dokumentów przekroczyła granicę z terenami okupowanymi przez III Rzeszę i wraz ze Skirmunttówną dostała się do obozu przejściowego w Łodzi przy ul. Łąkowej 4. Stamtąd wydostała je w marcu 1940 rodzina Mazarakich, właścicieli majątku pod Tuszynem.
W obozie rozpoznana przez współosadzonych spotkała się z ich dużą pomocą i okazywanymi wyrazami szacunku; I oto pewnego marcowego dnia [1940 r.], kiedy słońce złotymi promieniami świeciło nad miastem, a przez okna sal obozu ogrzewało zziębniętych wysiedleńców, Maria Rodziewiczówna usadowiona pod ścianą fabryki na krzesełku, czekała od kilku godzin na dorożkę, które miała ją wywieźć do przyjaciół w mieście. (...) Wieść o tym rozleciała się po obozie lotem błyskawicy. Jakiś ogromny odruch umiłowania dla tej wybitnej literatki poruszył ludzkie serca. By nie zwrócić uwagi wachmanów, podchodziły pojedyncze matki, dziewczęta i chłopcy, i całowali ręce i kolana p. Marii, dając tym wyraz głębokiej czci i umiłowania za zasługi dla Narodu Polskiego w okresie zaboru i niewoli naszej ziemi Ojczystej. Na podwórko wjechała nareszcie długo oczekiwana dorożka. Panią Marię ulokowano w tej skromnej bryczce. Otwarła się żelazna brama obozu i dorożka odjechała do miasta. Stojący na warcie wachmani, zahipnotyzowani okazywanym głębokim szacunkiem wysiedlonych dla opuszczającej obóz staruszki, stanęli na baczność. (...).
Niedługo potem wyjechała do Warszawy, czyli na teren Generalnej Guberni, gdzie wspierana przez przyjaciół, spędziła ostatnie lata życia w bardzo ciężkich warunkach materialnych. W czasie powstania warszawskiego sędziwa już pisarka przechodziła bądź była przenoszona do kilku różnych domów, otaczana opieką przez przyjaciół, PCK i powstańców. Została uwieczniona w filmie Powstanie Warszawskie.
Wyszła z Warszawy po kapitulacji, kilka tygodni spędzając w Milanówku, a następnie udając się do Żelaznej – majątku Aleksandra Mazarakiego jun. w powiecie skierniewickim. Została umieszczona w pobliskiej leśniczówce w Leonowie, gdzie zmarła w wyniku zapalenia płuc w listopadzie 1944. Pochowano ją we wsi Żelazna. 11 listopada 1948 jej zwłoki przeniesiono na cmentarz Powązkowski w Warszawie (aleja zasłużonych – 1 – 50,51).

## Tematy twórczości

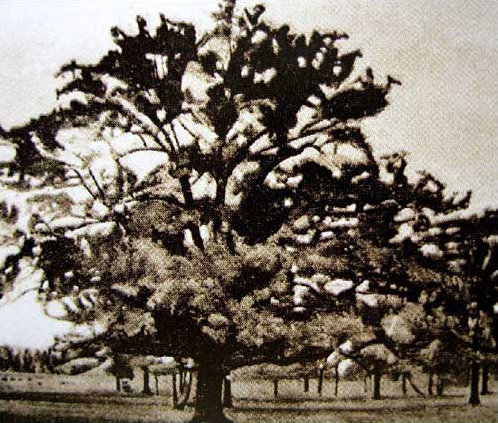
Dąb Dewajtis w Hruszowej, zdjęcie z 1937 roku

W swojej twórczości szczególnie poruszała temat cywilizacyjnego oddziaływania kultury polskiej na Kresach Wschodnich, w tym religijność, patriotyzm, tradycję i kult przyrody ojczystej.

## Ordery i odznaczenia
- Krzyż Komandorski Orderu Odrodzenia Polski (11 listopada 1937)[13][14]
- Krzyż Oficerski Orderu Odrodzenia Polski (2 maja 1924)[15][16]
- Złoty Wawrzyn Akademicki (5 listopada 1935)[17]
- Odznaka Honorowa „Orlęta“
- Honorowa Odznaka Związku Szlachty Zagrodowej (styczeń 1939)[18]
- Krzyż papieski Pro Ecclesia et Pontifice[5]

## Nagrody
- nagroda literacka im. Elizy Orzeszkowej (1934)

## Twórczość (chronologicznie)
- Gama uczuć (1882)
- Straszny dziadunio (1887, przekład niem., czeski 1891)
- Dewajtis[19](1889, przekład m.in. litewski – 1890, niem. 1894, angielski – 1901),  zekranizowano w 2023 pod tym samym tytułem jako 7-odc. serial tv
- Kwiat lotosu (1889)
- Szary proch (1889)
- Między ustami a brzegiem pucharu (1889); zekranizowano w 1987 pod tym samym tytułem
- Ona (1890, przekład niem. 1892)
- Błękitni (1890, przekład czeski 1895)
- Nowele (1890: Między ustami a brzegiem pucharu i Farsa panny Heni)
- Nowele (1890, nowele: Jazon Bobrowski, Pierwsza kula, Nad program, Historia o białym wole, Filantrop)
- Obrazki[20] (1891, nowele: Złota dola, Na wigilię, W noc grudniową, Znachor, Myśl, Południca)
- Hrywda (1891)
- Czarny bóg. Powieść na tle współczesnego zamętu (1892)
- Anima vilis (1893, przekład niem., węg. 1899, ang., czeski 1900)
- Lew w sieci (1893); następne wydania pt. Jaskółczym szlakiem
- Pożary i zgliszcza (1893)[21][22]
- Na fali (1894)
- Z głuszy (1895, nowele: Noc, Ul, Z tamtej strony, Czarna woda, Młyn Archipa, Na starej choinie, Wpisany do heroldii, Zachód, Pro memoria, Piaski, Szwed, Rozdroże, Posłaniec, Zagony, Czajki)
- Jerychonka (1895)
- Ryngraf (1895)[23]
- Na wyżynach (1896)
- Klejnot (1897)
- Kądziel (1899, przekład ang. 1901, ros. 1904, fr. 1914)
- Barcikowscy (1900)
- Gry i zabawy towarzyskie w pokoju oraz na wolnem powietrzu, zebrała i ułożyła Marja Weryho – mała encyklopedia gier i zabaw dziecięcych
- Magnat (1900)[24]
- Nieoswojone ptaki (1901)
- Wrzos (1903); zekranizowano w 1938 pod tym samym tytułem
- Macierz (1903)[25]
- Światła (1904, wyd. 2 uzupełnione ok. 1929; nowele: Światła, Złe, Na tokach, Skręt, Wydaleni, Pięć koron, Skrzypek, Surma, Drwal, Siódmy syn, Tajemniczy medalik, Wrażenia i przeżycia – Lato 1915)
- Czahary (1905)
- Ragnarök (1906)[26]
- Joan VIII, 1−12 (1906)
- Byli i będą (1908; wyd. popr. 1909, przekład węg. 1922)
- Rupiecie (1908, wyd. 2 popr. 1909, nowele: Rupiecie, Triumfator, Kamienie, Tutejszy, Tak zwani «Głupi», Ciotka, Lamus, Jan Borucki, Bajka o głupim Marcinie, Hryc, Bagno, «Wołowy czerep», Dobra służba)
- Jaskółczym szlakiem (1910); pierwsze wydanie z 1893 jako Lew w sieci
- Kamienie. Ciotka. Wpisany do heroldii (1910)[27]
- Atma (1911)
- Barbara Tryźnianka (1914)
- Czarny chleb (1914, wyd. 3 uzupełnione ok. 1930, nowele: Złota dola, Na Wigilię, W noc grudniową, Znachor, Myśl, Południca, Czarny chleb, Jezioro, Kolega Szoll, Pierścień, Starzec, Pierwsza kula, Jedna droga)
- Bajka o głupim Marcinie. Nowela (1917)
- Lato leśnych ludzi (1920)[28]
- Niedobitowski z granicznego bastionu[29] (1926, nowele: Niedobitowski z granicznego bastionu, Tydzień u Niedobitowskich, Niedobitowscy płacą, Sprawa jednorurki nr 3080, Przekroczenie obowiązujących ustaw, Obywatel Kuźma Suprunik, § 4, Czterech małych Mystkowskich, Jutrznia, Świętek)
- Florian z Wielkiej Hłuszy (1929); w 1938 ekranizacja filmowa pt. „Florian”
- Dwie Rady: Rada Narodowa 1915, Rada Koronna 1925 (1931)
- Gniazdo Białozora (1931); ostatnia wydana powieść pisarki

Utwory niedatowane
- Pleśń (nowela)
- Róże panny Róży (nowelka)
- Kozacza dusza [niepublikowany][30]